# Polyacanthonotus
Polyacanthonotus is een geslacht van straalvinnige vissen uit de familie van rugstekelalen (Notacanthidae). Het geslacht is voor het eerst wetenschappelijk beschreven in 1874 door Bleeker.

## Soorten
- Polyacanthonotus africanus (Gilchrist & von Bonde, 1924)
- Polyacanthonotus challengeri (Vaillant, 1888)
- Polyacanthonotus merretti Sulak, Crabtree & Hureau, 1984
- Polyacanthonotus rissoanus (De Filippi & Verany, 1857)